# Јалаха (Флорида)
Јалаха (енгл. Yalaha) насељено је место без административног статуса у америчкој савезној држави Флорида.

## Демографија
По попису из 2010. године број становника је 1.364, што је 189 (16,1%) становника више него 2000. године.
| Група             | 2000.       | 2010.         |
| Белци             | 961 (81,8%) | 1.132 (83,0%) |
| Афроамериканци    | 139 (11,8%) | 126 (9,2%)    |
| Азијати           | 9 (0,8%)    | 15 (1,1%)     |
| Хиспаноамериканци | 55 (4,7%)   | 67 (4,9%)     |
| Укупно            | 1.175       | 1.364         |